# جيرارد جينو
جيرارد جينو (بالفرنسية: Gérard Jugnot)‏ هو كاتب سيناريو ومخرج وممثل فرنسي، ولد في 4 مايو 1951 بباريس في فرنسا.

## أعمال

### أفلام
- (1976) القاضي والقاتل المأجور
- (1976) المستأجر
- (2004) الجوقة
- (2015) بين الأصدقاء[9]

## وصلات خارجية
- جيرارد جينو على موقع IMDb (الإنجليزية)
- جيرارد جينو على موقع ألو سيني (الفرنسية)
- جيرارد جينو على موقع ميوزك برينز (الإنجليزية)
- جيرارد جينو على موقع تيرنر كلاسيك موفيز (الإنجليزية)
- جيرارد جينو على موقع أول موفي (الإنجليزية)
- جيرارد جينو على موقع قاعدة بيانات الأفلام السويدية (السويدية)
- جيرارد جينو على موقع ديسكوغز (الإنجليزية)
- جيرارد جينو على موقع قاعدة بيانات الفيلم (الإنجليزية)
- جيرارد جينو على موقع ليتربوكسد (الإنجليزية)
- جيرارد جينو على موقع كينوبويسك (الروسية)